# Седая (река)
Седая (устар. Тананча) — река в России, протекает по Кавалеровскому району Приморского края. Длина реки — 25 км.
Начинается на западном склоне Сихотэ-Алиня к западу от горы Якут-Гора. Течёт на запад мимо гор Кедровая, Круглая, Низкая, Каменистая, Дорожная. В низовьях пересекается автодорогой Заветное — Дальнегорск. Седая впадает в Дорожную слева в 46 км от её устья. Из лесных пород в бассейне Седой преобладают ель, берёза, пихта, лиственница, кедр.
Основные притоки — Грязный (лв.), Сухой Ключ (пр.), Денисов (лв.), Хвойный (пр.), Каменный (лв.), Медвежий (пр.), Верхний (лв.), Кедровый (пр.).

## Данные водного реестра
По данным государственного водного реестра России относится к Амурскому бассейновому округу, водохозяйственный участок реки — Уссури от истока до впадения реки Большая Уссурка без реки Сунгача, речной подбассейн реки — Уссури (российская часть бассейна). Речной бассейн реки — Амур.
Код объекта в государственном водном реестре — 20030700212118100052711.

## Комментарии
1. 1 2  В государственном водном реестре река Тананча длиной 30 км считается правым притоком реки Даданцы, впадающим на 41-км; а река Дорожная — правым притоком Тананчи, впадающим на 5 км. Согласно прочим источникам, Дананцы, 5-км участок Тананчи и Дорожная составляют одну реку Дорожную.